# Leesten

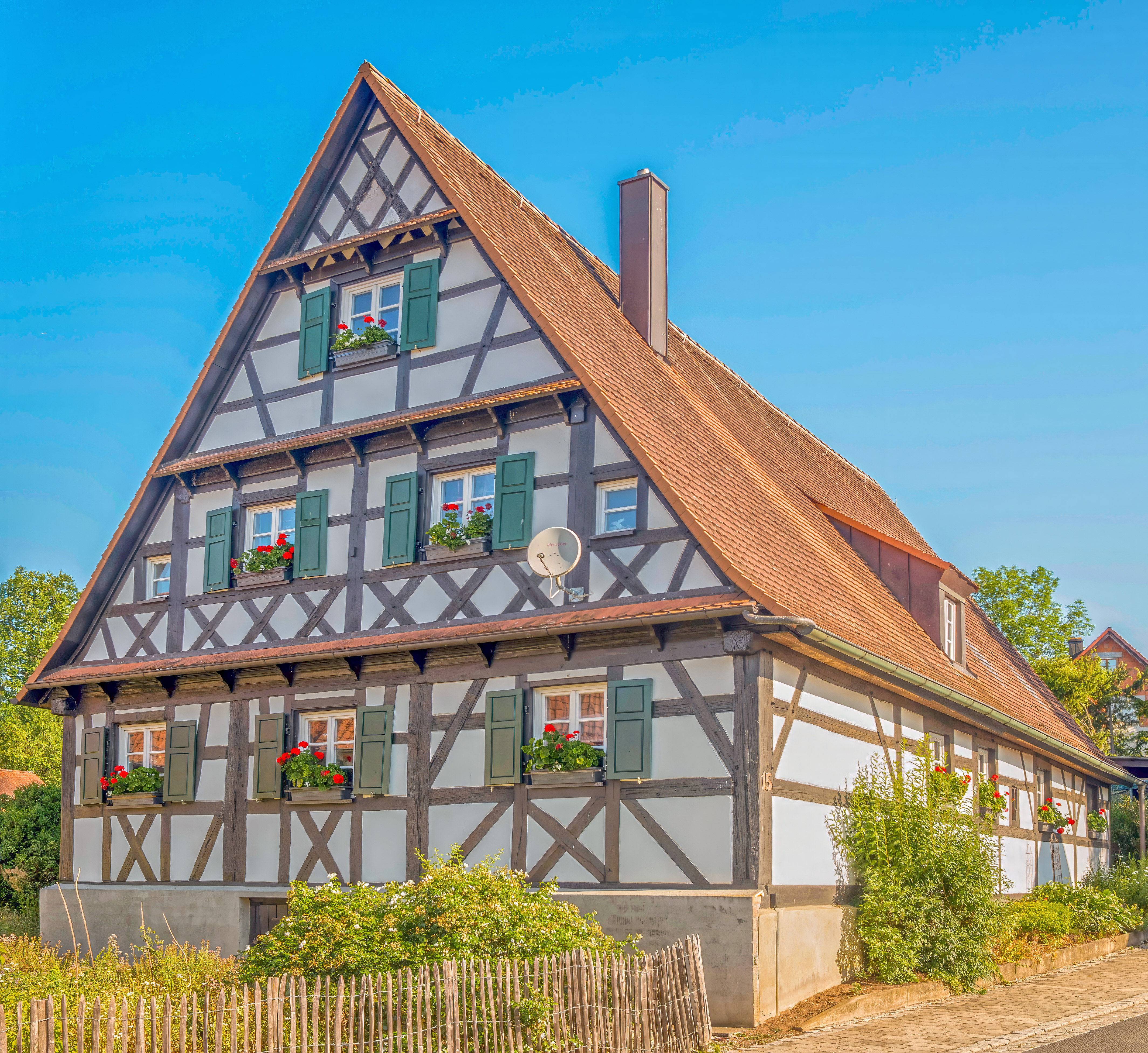
Bauernhaus in Leesten

Leesten ist ein Gemeindeteil der Gemeinde Strullendorf im oberfränkischen Landkreis Bamberg in Bayern.

## Geografie
Das Dorf Leesten liegt auf einer Höhe von ungefähr 300 m ü. NN. an den Staatsstraßen 2188 und 2210. 
Durch den Ort verläuft der Fränkische Marienweg.

## Geschichte
Der Ortsname stammt von dem slawischen Wort Liescina, das Haselgebüsch bedeutet. Am 1. Januar 1972 wurde die Gemeinde Leesten im Zuge der Gebietsreform in Bayern in die Gemeinde Strullendorf eingegliedert. Der Ort hat etwa 260 Einwohner.

## Vereine
- Anglerverein Strullendorf e. V.
- Freiwillige Feuerwehr Leesten